# 移民局比古坦拘留中心
移民局比古坦拘留中心 (英語：Bureau of Immigration Bicutan Detention Center) 是由菲律賓移民局負責的主要移民拘留中心，位於達義市低比古坦的巴工迪瓦營內。此處在內部稱為看管設施及保護所 (Warden Facility and Protection Unit；) 。然而，在新聞稿和公開說明中，移民局常以「監獄」、「看管設施」或「拘留中心」稱之。此中心功能為拘留即將被驅逐出境的外國人，原因可能包含涉嫌犯罪，或者被指控簽證過期非法停留。
此中心長期過度擁擠，其對人權侵犯的指控層出不窮，馬尼拉時報曾經將之與蘇聯集中營相較。作為一個行政拘留中心，被拘留人沒有憲法權力能夠申請保釋，有些人遭拘禁長達 10 年，但既沒有被判刑有罪，也沒有被驅逐出境。